# Sulfur de potassi
El sulfur de potassi, K₂S, és un compost químic inorgànic iònic format per cations potassi, K+, i anions sulfur, S2–. Es presenta en forma de cristalls incolors que adquireixen tonalitats vermelloses o grogues per acció de l'aire. Té una olor característica. La seva estructura cristal·lina és cúbica tipus antifluorita, on els petits cations potassi K+ ocupen les posicions tetraèdriques del F– de la fluorita i els grans anions sulfur, S2– ocupen les posicions de coordinació vuit dels Ca2+ de la fluorita. Altres sulfurs de metalls alcalins també cristal·litzen en la mateixa estructura d'antifluorita: sulfur de liti, Li₂S, sulfur de sodi, Na₂S, i sulfur de rubidi Rb₂S. Quant a la solubilitat és soluble en aigua, etanol i glicerina, i insoluble en èter etílic.
És un compost higroscòpic, per la qual cosa forma hidrats, en concret el sulfur de potassi pentahidratat, K₂S·5H₂O, incolor, que cristal·litza en el sistema romboèdric. És molt soluble en aigua, etanol i glicerina i insoluble en èter etílic. El seu punt de fusió és baix, només 60 °C.

## Reaccions químiques[1]
- S'hidrolitza en dissolució aquosa donant sulfur d'hidrogen i hidròxid de potassi segons la reacció:

K₂S + 2 H₂O → H₂S + 2 KOH
- Reacciona amb els àcids produint sulfur d'hidrogen i la sal corresponent. Per exemple amb àcid clorhídric dona sulfur d'hidrogen i clorur de potassi:

K₂S + HCl → H₂S + KCl
- En l'aire reacciona amb l'oxigen i s'oxida fàcilment donant sulfit de potassi i sulfat de potassi:

2 K₂S + ½ O₂ → K₂SO₃ + K₂SO₄
- Si el sulfur de potassi es fa bullir amb sofre s'obtenen mescles de polisulfurs de potassi: K₂Sx (x = 2, 3, 4 o 5)

## Aplicacions
- El sulfur de potassi es produeix en la combustió de la pólvora negra, essent el principal productor de fum degut a la seva volatilització causada per les elevades temperatures que es produeixen en les explosions.

- S'empra en argenteria per oxidar peces de metalls.

- El K₂S té aplicació en agricultura com a component dels fertilitzants, ja que aporta potassi i sofre als sòls.

- S'utilitza també en medicina en els preparats per combatre l'artritis.